# Honschaft Kollenbach

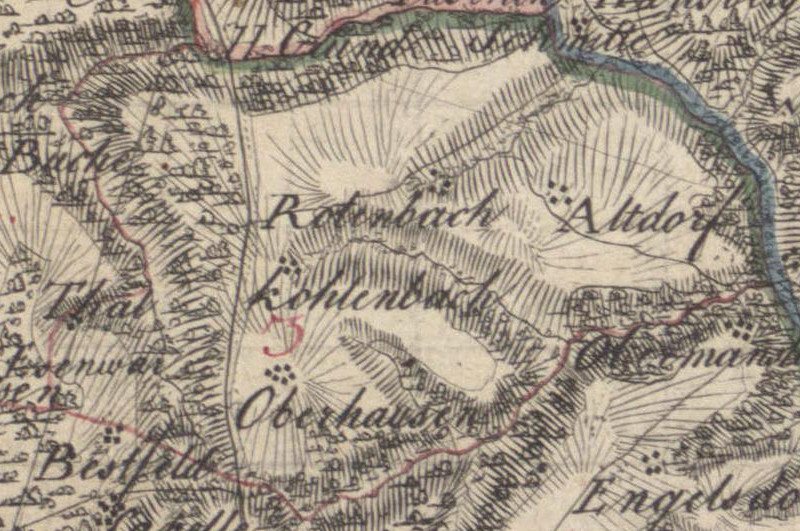
Honschaft Kollenbach Kartenausschnitt von Wiebeking 1789

Die Honschaft Kollenbach (auch in der Schreibweise Kohlenbach) war vom Mittelalter in das 19. Jahrhundert hinein eine Honschaft des Kirchspiels Kürten im Landgericht Kürten des Amtes Steinbach im Herzogtum Berg.
Aus der  Charte des Herzogthums Berg 1789 von Carl Friedrich von Wiebeking geht hervor, dass Kollenbach, seinerzeit noch nicht aufgeteilt in Oberkollenbach und Niederkollenbach Titularort der Honschaft war. Das Gebiet umfasste etwa das der heutigen Gemarkung Collenbach in der Gemeinde Kürten.
Zur Honschaft gehörten seinerzeit die Wohnplätze Ahlen, Ahlendung, Altendahl, Dahl, Oberhausen, Kollenbach (Oberkollenbach und Niederkollenbach), Rodenbach, Oeldorf, Heid und Sülze.
Unter der französischen Verwaltung zwischen 1806 und 1813 wurde das Amt Steinbach aufgelöst und Kollenbach wurde politisch der Mairie Kürten im Kanton Wipperfürth im Arrondissement Elberfeld zugeordnet. 1816 wandelten die Preußen die Mairie zur Bürgermeisterei Kürten im Kreis Wipperfürth. Kollenbach gehörte zu dieser Zeit zur Gemeinde Kürten.
1927 wurden die Bürgermeisterei Kürten in das Amt Kürten überführt. In der Weimarer Republik wurden 1929 die Ämter Kürten mit den Gemeinden Kürten und Bechen und Olpe mit den Gemeinden Olpe und Wipperfeld zum Amt Kürten zusammengelegt. Der Kreis Wipperfürth ging am 1. Oktober 1932 in den Rheinisch-Bergischen Kreis mit Sitz in Bergisch Gladbach auf.
1975 entstand aufgrund des Köln-Gesetzes die heutige Gemeinde Kürten, zu der neben den Ämtern Kürten, Bechen und Olpe ein Teilgebiet der Stadt Bensberg mit Dürscheid und den umliegenden Gebieten kam.